# Дуга окружности

Дуга окружности с центральным углом

Точки A и C делят окружность на две взаимно дополнительные дуги: меньшую и бо́льшую

Дуга́ окру́жности (обозначается: ◡) — одна из двух частей (подмножеств) окружности, на которые её разбивают две различные принадлежащие ей точки. Любые две различные точки A и B окружности разбивают её на две части; каждая из этих частей называется дугой.
Если A и B — концы диаметра (то есть центральный угол AOB — развёрнутый), точка O — центр окружности, то они определяют две равные дуги, называемые полуокружностями. Если угол AOB не развёрнутый, то одна из двух дуг AB — это часть окружности, лежащая внутри угла AOB; говорят, что она меньше полуокружности, и что вторая дуга больше полуокружности. Эти углы и дуги называют дополнительными. При необходимости конкретизировать в обозначении, какая из двух дополнительных дуг имеется в виду, дугу записывают как последовательность из трёх точек: ABC, где A и C — концы дуги, B — точка, лежащая на дуге. 
Отрезок прямой, соединяющий концы дуги, является хордой окружности; говорят, что хорда AB стягивает дугу AB.
Дуги можно измерять в угловых единицах (например, в градусах или радианах) по величине центрального угла дуги, однако равные по центральным углам дуги разных окружностей не обязательно равны по длине — их длины прямо пропорциональны радиусу окружности, так что они равны только при равенстве радиусов.

## Свойства

— длина дуги окружности

- Длина дуги {\displaystyle L} окружности радиуса {\displaystyle r} вычисляется по формуле:
  - {\displaystyle L=r\theta }; где {\displaystyle \theta } — центральный угол, выраженный в радианах;
  - {\displaystyle L=\pi r{\frac {a^{\circ }}{\displaystyle {180^{\circ }}}}}; где {\displaystyle a^{\circ }} — центральный угол, выраженный в градусах.
- Длина хорды {\displaystyle m}, стягивающей дугу окружности радиуса {\displaystyle r} с центральным углом {\displaystyle \theta }:
  - {\displaystyle m=2r\sin {\frac {\theta }{2}}=2{\frac {L}{\theta }}\sin {\frac {\theta }{2}}.}

## Вариации и обобщения
В более широком смысле понятие «дуга» (простая дуга, жорданова дуга) может означать часть произвольной кривой, заключённую между двумя её точками и не содержащую точек самопересечения.